# Big Business
Big Business (br Cuidado com as Gêmeas) é um filme estadunidense de 1988, do gênero comédia, dirigido por Jim Abrahams.

## Sinopse
Numa pacata cidade do interior americano, dois pares de gêmeas nascem na mesma hora. Mas a enfermeira se confunde e troca os bebês. Quarenta anos depois, seus caminhos se cruzam no luxuoso Plaza Hotel, em Nova Iorque.

## Elenco
- Bette Midler.... Sadie Ratliff / Sadie Shelton
- Lily Tomlin.... Rose Ratliff / Rose Shelton
- Fred Ward.... Roone Dimmick
- Edward Herrmann.... Graham Sherbourne
- Michele Placido.... Fabio Alberici
- Daniel Gerroll.... Chuck
- Barry Primus.... Michael
- Michael Gross.... Dr. Jay Marshall
- Deborah Rush.... Binky Shelton
- Nicolas Coster.... Hunt Shelton
- Patricia Gaul.... Iona Ratliff
- J.C. Quinn.... Garth Ratliff
- Norma MacMillan.... Nanny Lewis

## Prêmios e indicações
- Bette Midler recebeu o prêmio ACA (American Comedy Award) na categoria Melhor Atriz Protagonista em Cinema.[carece de fontes?]